# Pseudotrochila rhododendri
Pseudotrochila rhododendri — вид грибів, що належить до монотипового роду  Pseudotrochila.